# Guerra de Toggenburg
A Guerra de Toggenburg, também conhecida como Segunda Guerra de Villmergen ou Guerra Civil Suíça de 1712, foi uma guerra civil da Suíça durante a Antiga Confederação Helvética, tendo durado de 12 de abril até 11 de agosto de 1712. De um lado, existiam os cantões católicos e a Abadia Imperial de São Galo. Do outro lado, existiam os cantões protestantes de Berna e Zurique, além dos aliados do cantão de Toggenburg.

## Precedentes
A guerra foi causada por um conflito entre o príncipe-abade de São Galo, Leodegar Bürgisser, e suas ideologias protestantes no município de Toggenburg. As ideologias pertenciam à Abadia Imperial de São Galo desde 1640, mas estavam, de modo simultâneo, ligadas aos suíços cantões de Glarus e Schwyz desde 1436. Após a reforma feita por Leodegar, cerca de dois terços da população de Toggenburg aderiram ao protestantismo, no entanto, não compunham a maioria de religiosos protestantes da região. Após a transição soberana da Abadia de São Galo, os habitantes que aderiram à reforma receberam a promessa de aliança com os cantões de Zurique e Berna, respeitando as convicções de tratamento ligadas à religião. No entanto, insurgiu-se a tentativa de uma Contra-Reforma às mudanças feitas pelo príncipe. Quase todos os municípios de Toggenburg, inclusive os recentemente protestantes, foram fortalecidos pelas ideologias católicas. A partir desse momento, iniciaram-se as construções de inúmeras igrejas católicas pelo local, fazendo com que a existência de paróquias não fosse essencial.
No século XVII, os príncipes-bispo e os magistrados seculares de Landeshofmeister começaram a organizar um processo de absolutismo na tentativa de enquadrar os moradores às regras do governo. Geraram-se, portanto, conflitos pela violação do clero protestante em função dos príncipes-bispo. Em 1663, o governador de Toggenburg, Wolfgang Friedrich Schorno, tentou sentenciar o vigário Jeremias Braun de morte, por um suposto ato de blasfêmia durante um sermão pregado no processo de reforma da época. A interferência do cantão protestante Appenzell Ausserrhoden salvou Jeremias da morte, mas o cantão foi banido. Quatro anos depois, Schorno perdeu o trono para o príncipe Gallus Alt.
Em 1695, no momento de Contra-Reforma, os sete cantões católicos da Antiga Confederação de Helvética e o abade de São Galo, formaram uma aliança para salvar o Catolicismo de uma suposta perseguição. Na necessidade de fortalecer as conexões entre a Abadia Imperial e a Suíça Central Católica, o cantão de Schwyz propôs a Leodegar Bürgisser, no ano de 1699, a construção de uma nova estrada sobre a passagem montanhosa Ricken Pass. Através dessa construção, as tropas católicas seriam movidas com mais rapidez à região de Toggenburg, em caso de conflito militar.
Com o findar da Guera Cruzada na Cidade Imperial de São Galo, em 1697, o Bürgisser ordenou que a atual comuna de Wattwil iniciasse a construção da estrada de Ricken Pass, ao lado de Toggenburg. A população comunal recusou em colaborar com a construção da estrada, uma vez que consideravam uma ameaça à liberdade religiosa de seu povo, além de supressão financeira. A partir daí, surgiu um grave conflito com o abade. O príncipe decidiu encarcerar magistrado maior de Toggenburg, Landweibel Josef Germann, com a intenção de quebrar oposições referentes à obra. Germann era católico e as reclamações da população de Toggenburg foram ouvidas pelos cantões de proteção. Fidel von Thurn mudou o abade do local para criar laços de diplomacia no Sacro Império Romano, em 1702, com Leopoldo I de Habsburgo. O tratado diplomático ameaçou um possível conflito de nível europeu. A Abadia Imperial de São Galo infringia regras estruturais da Confederação Suíça, dando a entender que buscava entrar para o lado austríaco. O cantão de Appenzell e Zurique não poderiam aceitar tais infringimentos.
A população de Toggenburg buscaram por aliados e associaram-se ao cantão de Schwyz e Glarus, renovando a aliança em 1703 e 1704. Os cantões protestantes de Zurique e Berna estavam cada vez mais apoiando as causas de Toggenburg. Em 1707, o príncipe-abade apresentou uma proposta de mediação, na qual Toggenburg conseguiria sua autonomia política. A proposta, no entanto, não foi atendida pelos demais príncipes. Com a negação autonômica de Toggenburg, iniciaram-se, eventualmente, conflitos locais.

## Intensificação

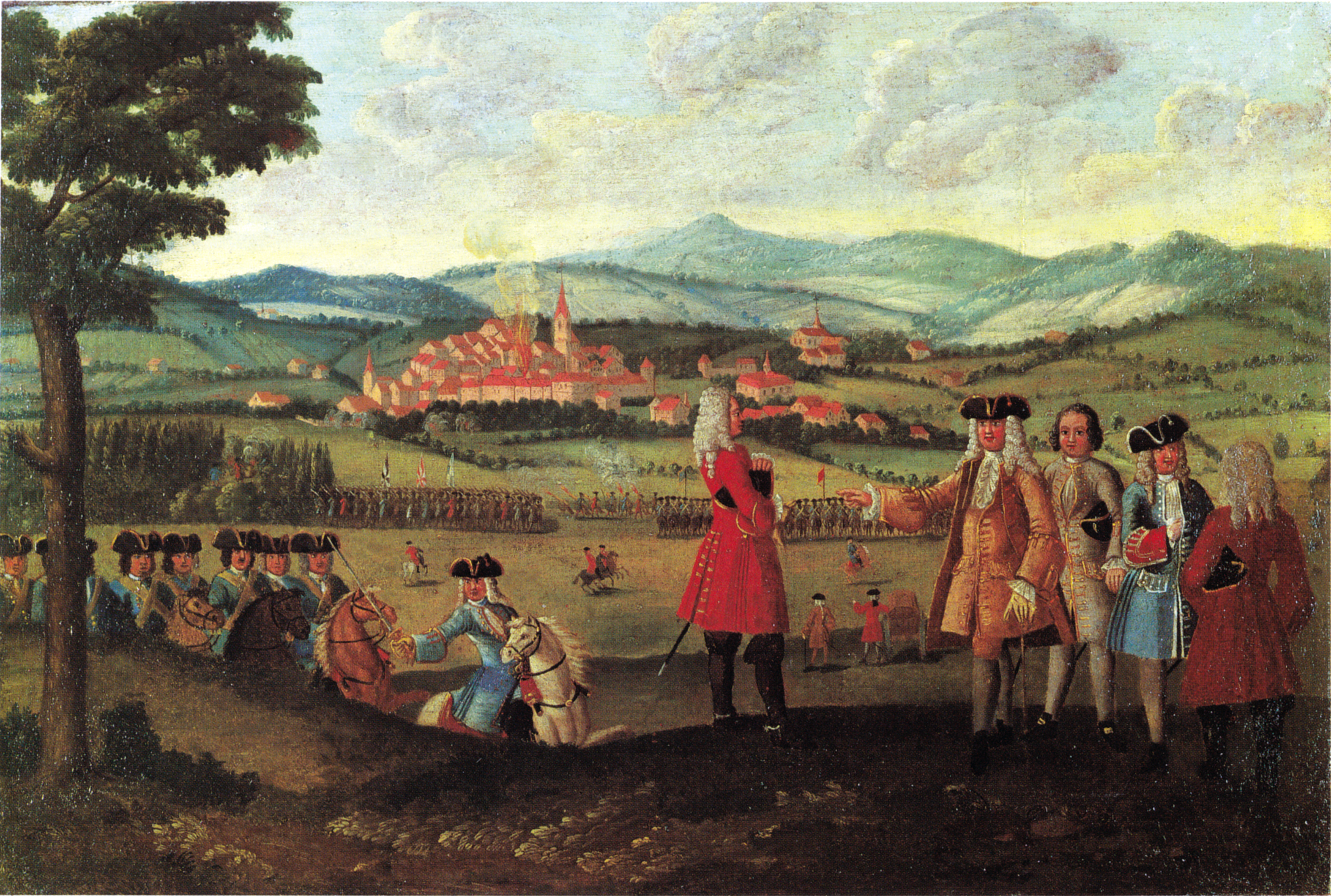
Bombardeio de Wil, em 21 de maio de 1712, pela artrilharia de Zürcher e Bernese.

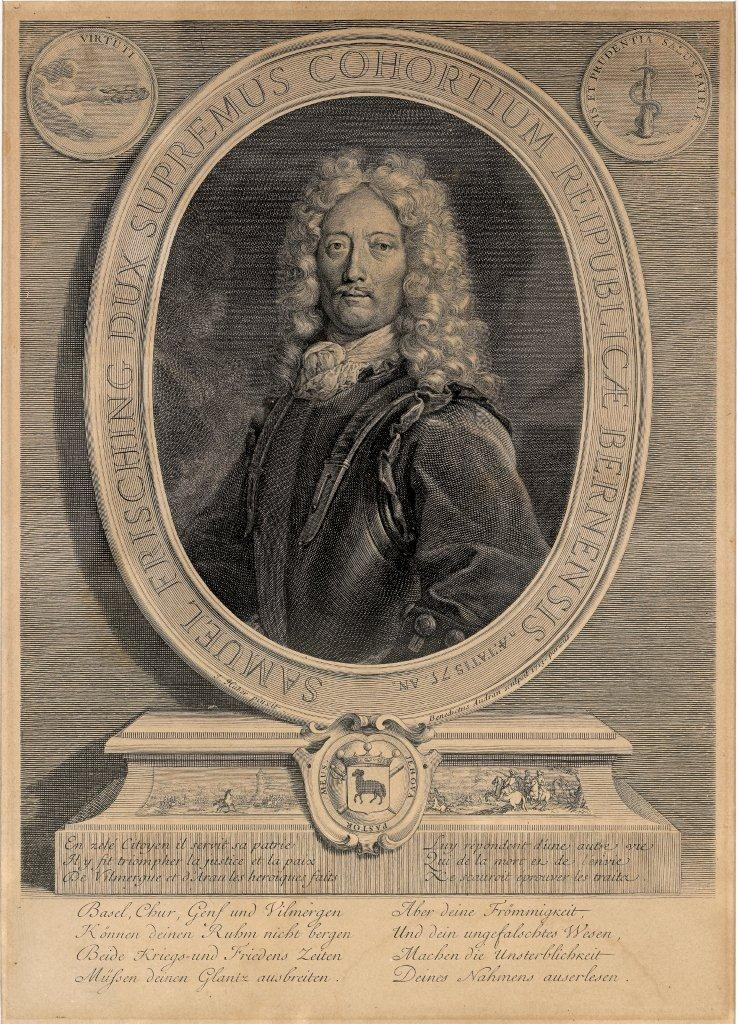
Samuel Frisching II, general das tropas de Berna, na Guerra de Toggenburg.

O primeiro passo intensificador da guerra em Toggenburg foi a aprovação de uma constituição de 23 de março de 1707 em Watwill, para os cantões de Berna e Zurique. A constituição manteve, portanto, a soberania imperial do príncipe-abade de São Galo. Os magistrados e governadores foram extraditados, iniciando a promulgação da liberdade religiosa do município. A mudança causou revolta nos católicos. O cantão católico protetor de Schwyz abdicou seu cargo de príncipe. As tentativas de mediação territorial enviadas à Igreja Imperial e Francesa para a Confederação Suíça, falharam. Os cantões reformados buscaram uma resolução para o conflito, antes que houvesse intervenção estrangeira.
A luta interna começava a ganhar maior incidência e o povoado de Toggenburg se juntou a Zurique, ocupando as fortalezas de Lütisburg, Iberg e Schwarzenbach, em 1710. Os conflitos religiosos eram delimitados pelas fronteiras de Linde e Harte. Em 1711. vários municípios católicos juntaram-se ao conflito. A fronteira Harte ocupava os municípios associados, além dos mosteiros de Magdenau e Neu St. Johann. O comprimento das tropas forçou, de modo definitivo, o príncipe-abade a tomar decisões contrárias aos conflitos.
No dia 13 de abril de 1712, Berna e Zurique publicaram um manifesto contra o príncipe-bispo de St. Gall e, posteriormente, revelaram apoio a Toggenburg. No lado oposto, encontravam-se os cinco cantões católicos internos de Lucerna, Schwyz, Uri, Zug e Unterwald. A oposição publicou um manifesto contrário a Toggenburg, armando-se para a guerra. Berna e Zurique conseguiram o apoio de Genebra, do cantão de Neuchâtel e dos príncipes de Biel, Moutier e La Neuveville. Os cinco cantões católicos encontraram o apoio de Valais, Vogteien, Ticino e Freie Ämter. Os cantões que sobraram permaneceram neutros, como os de Friburgo e Soleura. Independentemente da situação de Berna e França, a cidade de São Galo estava reformada e cercada pelo território do príncipe-abade de Glarus. Embora as Três Ligas se mobilizassem a favor da causa protestante resultada da aliança de Zurique em 1707, não participaram de nenhum dos conflitos.

## Caminho do conflito
Como Berna e Zurique estavam se preparando para a guerra durante muito tempo, aproveitaram para atacar de modo ofensivo. Berna abriu a primeira fase da guerra em 26 de abril, quando as primeiras tropas atravessaram o Rio Aar em Stilli, para apoiar Zurique na ocupação de Turgóvia. Em meados de maio]], cerca de 3.000 protestantes de Zurique, 2.000 de Berna, 2.000 de Toggenburg e 1.800 de Turgóvia, marcharam para o cerco da cidade de Wil, que caiu no dia 22 de maio. Os aliados ocuparam St. Gallen e ocuparam a Abadia de St. Gall e o Vogtei Rheintal. O príncipe-abade fugiu para a cidade de Neuravensburg. Os cinco cantões católicos ocuparam Rapperswil, mas finalizaram os apoios ao abade. Em consonância com a guerra, a abadia e os bens foram submetidos à um governo militar, fazendo com que bens e riquezas fossem cassadas.

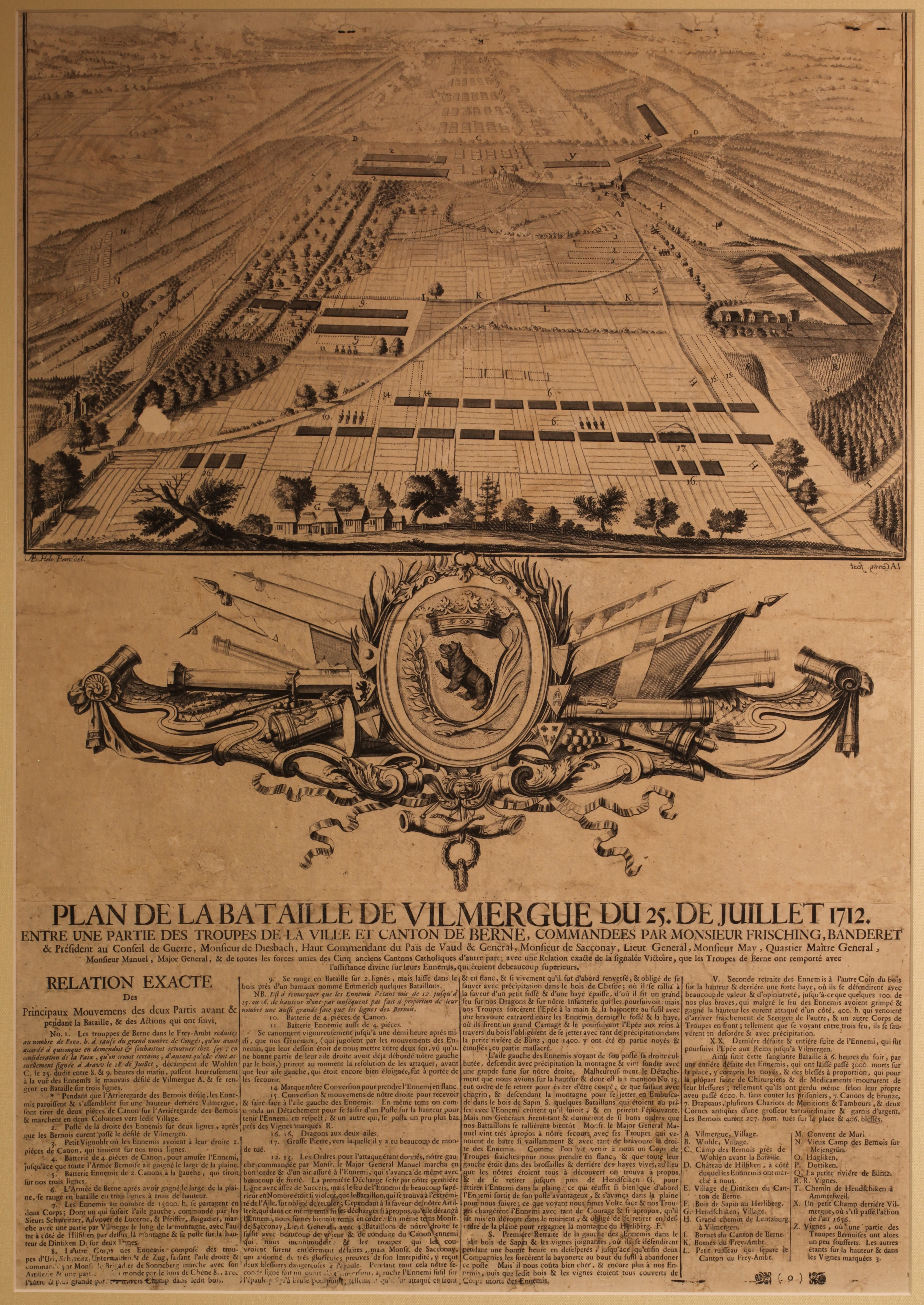
Segundo plano de batalha da guerra de Toggenburg.

Assim como a Primeira Guerra de Villmergen, o cantão de Argóvia tornou-se o mais importante dos cantões em combate. Os cinco cantões ocuparam a cidade de Baden, Mellingen e Bremgarten, ameaçando a separação de Berna e Zurique. A população protestante de Berne lançou um contra-ataque de ofensiva sob o comando de Jean de Sacconay, general-major. Em 22 de maio, as forças entraram em confronto nas cidades ocupadas pelos cantões. Como resultado, Berna venceu o conflito e ocupou a cidade. Em 26 de maio foram, também, vitoriosos na Batalha de Fischbach, ocupando Bremgarten. Unidos com as tropas de Zürcher, Berna marchou em direção a Baden, que se rendeu em 1 de junho. A fortaleza de Stein, construída após a Primeira Guerra de Villmergen, foi destruída a fim de simbolizar a vitória protestante. Em virtude disso, Berna e Zurique impediram que os cinco cantões os separassem na região de Argóvia. Em 3 de junho, os cinco cantões mudaram os termos da negociação de paz. Em 18 de julho, Zurique, Berna, Lucerna e Uri assinaram um tratado em Aarau. O tratado fez com que os cinco cantões católicos perdessem a participação no na Antiga Confederação Helvética de Baden e, posteriormente, de Freie Ämter.
A segunda fase, classificada como a mais sangrenta da guerra, foi desencadeada em Schwyz, Zug e Unterwald pela assembleia cantonal. A opção desencadeadora foi causada pelo núncio apostólico papal de Caraccioli, que levou à rejeição do tratado de Aarau. Nos municípios de Lucerna e Uri, a população exigia a insurgência de um conflito militar contra os cantões protestantes. Em 20 de julho, o primeiro ataque dos cinco cantões ocorreu na comuna de Sins, na Suíça. Recuaram, em seguida, da participação da Batalha dos Pecados, em Berna e Muri. Em 22 de julho, as tropas de Schwyz e Zuger lançaram um ataque sem sucesso contra Richsterwil e Hütten. Em 25 de julho, Villmergen tornou-se o local decisivo da batalha. Os 8.000 homens de Berna, sob o comando de Samuel Frisching, Niklaus von Diebach e Jean de Sacconay, lutaram contra 12.000 homens na Suíça Central, que estavam sob o comando de Franz Konrad von Sonnenberg e Ludwig Christian Pfyffer. A longa batalha indecisiva ganhou mais corpo após a artilharia superior de Berna. Na conclusão da guerra, 2.000 católicos foram mortos. Após a vitória na Guerra de Toggenburg, o povoado de Berna e Zurique avançaram para Lucerna e Bug, após o colapso de resistência dos cinco cantões católicos.

## Paz de Aarau
O documento de Paz de Aarau, de 11 de agosto de 1712, garantiu o domínio de Berna e Zuch sobre a Confederação Helvética. Desde 1531, portanto, a hegemonia política entre os cantões católicos chegou ao fim. Isso significou a restauração simultânea da paz religiosa na Antiga Confederação de Helvética. As condições territoriais do tratado de Paz exigiam, portanto:
- Manutenção da propriedade do município de Baden e Freie Ämter, por Zurique, Berna e Glarus. Esta medida garantiu a conexão militar entre Zurique, Berna, Argóvia, bem como o bloqueio de acesso dos cantões católicos
- O senhorio de Rapperswil seria adquirido por Zurique, Berna e Glarus
- Schwyz tornou-se uma assembleia cantonal em Zurique e Berna
- De agora em diante, Berna tinha regras em todas as assembleias cantonais de Turgóvia, Vogtei Rheintal, Sargans e Freire Ämter
- Dentro da assembleia cantonal de Toggenburg, a população ganharia o direito de exercer a religião católica e a religião protestante

## Resultância
Em termos jurídicos, a Quarta Lei de Landfrieden fez com que a Segunda Lei de Landefrieden de 1531, perdesse seu papel. Por isso, a religião protestante foi tratada com igualdade nas leis de Tagsatzung, bem como na governança de Vogteien e em todos os conflitos arredores. Os municípios de Baden, Sargans e Rheintal mantiveram a garantia de exercício religioso livre sob a soberania de Zürcher, enquanto so direitos católicos eram garantidos de modo idôneo. Os protestantes, então, passaram a ter reconhecimento jurídico de sua religião, como os católicos já tinham anteriormente.

Globo de São Galo.

Leodegar Bürgisser, príncipe-abade de São Galo, foi exilado em 29 de maio para o Castelo de Neuravensburg, sua nova residência de senhorio. Grande parte dos bens da monarquia foram deixados para trás, incluindo a biblioteca da região. Devido ao perigo entre inequações religiosas das regiões de Zurique e Berna, aprovou-se a Paz de Rohrschach, em 28 de março de 1714. Após a morte de Bürgisser, o tratado Paz de Baden foi concluído por Joseph von Rudolphi, em 16 de junho de 1718. A Abadia de São Galo foi restaurada, incluindo a autonomia e liberdade religiosa em suas leis.
Zurique e Berna ratificaram o tratado de paz em 11 de agosto de 1718. A denúncia do papa Clemente XI em relação à carta de paz fez com que o tratado perdesse sua essência. O príncipe-abade Rudolphi voltou a São Galo em 7 de setembro de 1718, após um exílio com duração de seis anos. Em 23 de março de 1719, recuperou grande parte do acervo bibliotecário de Zurique. Outros objetos e arquivos foram enviados de volta a São Galo, em 1721. Peças valiosas da biblioteca de São Galo ficaram, em sua maioria, na cidade de Zurique. O acervo de Zurique continha manuscritos, pinturas, ferramentas de astronomia e o Globo de São Galo. A hostilidade entre a Abadia Imperial e Toggenburg foi encerrada após o assassinato de dois magistrados em 1735. O acontecimento, no entanto, não gerou conflitos.